# Aechmea cephaloides
Aechmea cephaloides är en gräsväxtart som beskrevs av José A. Siqueira Filho och Elton Martinez Carvalho Leme. Aechmea cephaloides ingår i släktet Aechmea och familjen Bromeliaceae. Inga underarter finns listade i Catalogue of Life.